# Žehlicí prkno
Žehlicí prkno je deska s povrchem z plátna, nebo umělého vlákna, který je měkký, ale přesto pevný a rovný. Pomocí žehličky dochází na prkně k žehlení prádla. Původní prkna byla dřevěná, v současné době se vyrábí z různých materiálů s různým stupněm složitosti.